# Pierre Turin
Pour les articles homonymes, voir Turin (homonymie).
Pierre Louis Aristide Turin, né le 3 août 1891 à Sucy-en-Brie où il est mort le 25 juillet 1968, est un médailleur et sculpteur français.

## Biographie
Pierre Turin entre à l'École des beaux-arts de Paris où il suit les cours de Frédéric de Vernon, Henri-Auguste-Jules Patey et Jules Coutan. En 1911, il expose pour la première fois des médailles au Salon des artistes français.
Il est mobilisé en août 1914 quand éclate la Première Guerre mondiale. En 1920, il reçoit le premier grand prix de Rome en gravure de médaille et pierre fine pour Une figure de la Paix qui s’avance une épée à la main, puis une médaille d'or à l'exposition spécialisée de 1925.
En 1928, concourant pour la Monnaie de Paris, il est choisi pour créer un nouveau type de monnaie à la tête de Marianne portant le bonnet phrygien ceint d'une couronne d'olivier à l'avers et aux épis de blé au revers : c'est le « type Turin ». Ce modèle de gravure fut utilisé pour les pièces de dix francs jusqu'en 1949 et vingt francs jusqu'en 1939, puis décliné dans les colonies françaises.
En 1929, son projet de pièce de 5 francs français avait également été accepté, et devait être frappé en argent à 600/1000e. La crise monétaire internationale suspend le projet. En 1933, furent frappés le « type Lavrillier » et le type, plus petit et en nickel, conçu par Lucien Bazor, représentant un cas rare de confusion dans l'histoire moderne de la monnaie.
En 1937, il exécute une médaille pour l'Exposition universelle de Paris.

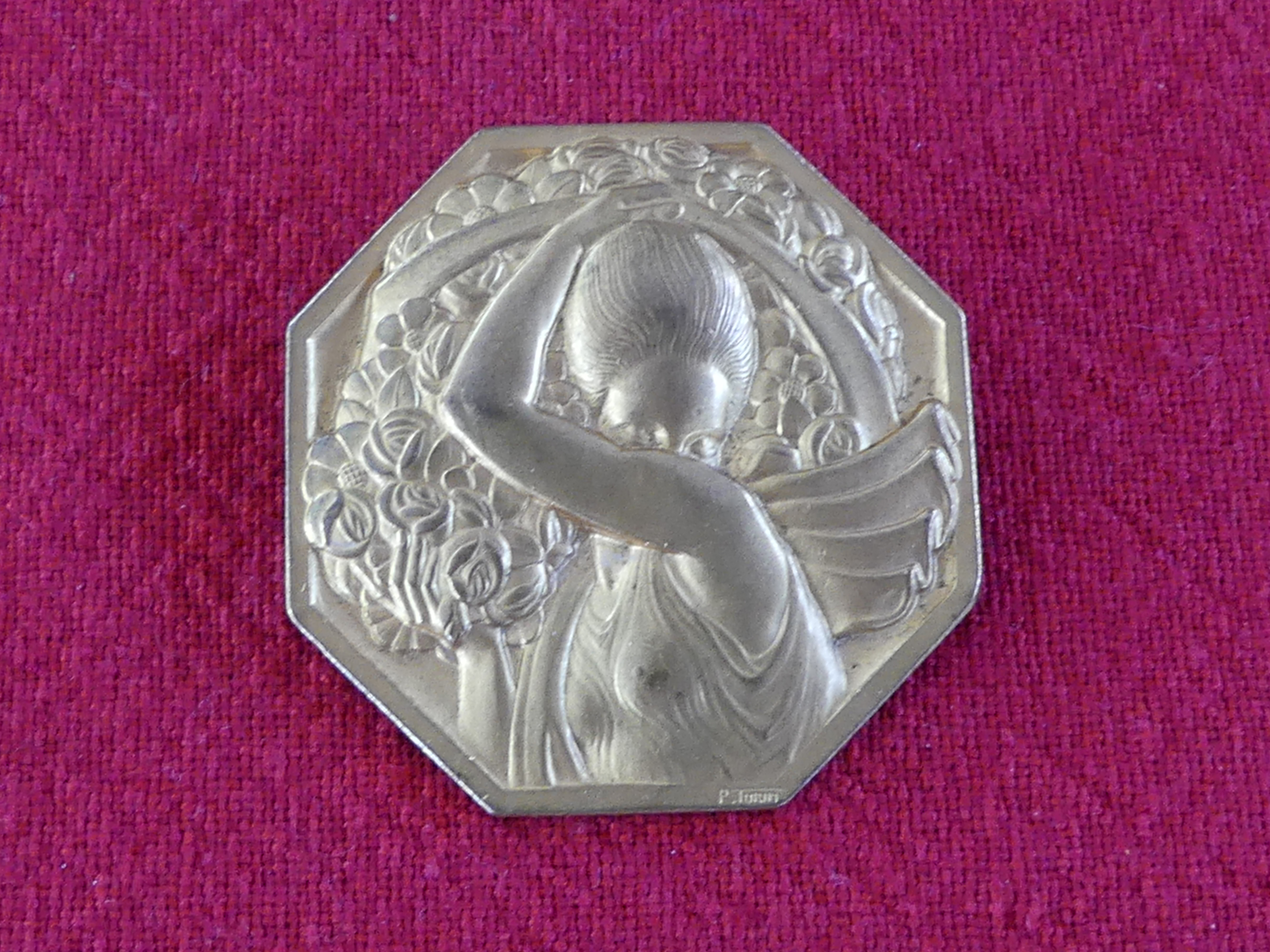
Médaille "La porteuse de fleurs" par Pierre Turin - bronze - 1926

## Distinctions
- Chevalier de la Légion d'honneur
- Croix de guerre 1914–1918

Pierre Turin est nommé chevalier dans l'ordre national de la Légion d'honneur en 1936. Il est titulaire de la croix de guerre 1914-1918.